# Noches De Otoño
Noches De Otoño es el primer álbum de la banda Auditivo. Músicos invitados incluyen Eduardo Bladinieres, Alejandro Hinojosa y Liz Rojas.

## Lista de canciones
1. "Sincera" - 4:03 -J.Ferretis,D.Masso
2. "Vienes o Te Vas" - 3:23 J.Cammarti
3. "Elefantes" - 3:18 -D.Masso
4. "Esta Vez" - 3:06 -R.Ortiz Ter-Veen
5. "Sin Tu Luz" - 4:57 J.Ferretis,D.Masso
6. "Fü" - 3:17 -D.Masso
7. "Decidido" - 4:03- R.Ortiz Ter-Veen
8. "Quedate" - 3:58- D.Masso
9. "Detrás Del Mar" - 2:53- D.Masso
10. "Ciencia" - 3:30 -J.Ferretis D.Masso

## Créditos
Auditivo
- Job Cammarti - Vocales
- Dante Masso - Guitarras
- Jorge Ferretis - Teclado
- Víctor Cavazos - Batería
- Pedro Mendiola - Bajo

Producción
- Producido por Eduardo Nuñez y Auditivo.
- Grabación y Mezcla por Eduardo Nuñez en El Cielo Recording Studios, Monterrey, Nuevo Leon, México.[2]
- Masterizado por George Marino en Sterling Sound, New York en marzo de 2007.[3]